# Reuben Kosgei
Reuben Kosgei (Kapsabet, Kenia, 12 de agosto de 1979) es un atleta keniano, especialista en la prueba de 3000 m obstáculos, en la que ha logrado ser campeón mundial en 2001.

## Carrera deportiva
En los JJ. OO. de Sídney 2000 ganó la medalla de oro en los 3000 m obstáculos, llegando a la meta por delante de su compatriota el keniano Wilson Boit Kipketer y del marroquí Ali Ezzine.
Al año siguiente, en el Mundial de Edmonton 2001 volvió a ganar la medalla de oro en los 3000 m obstáculos, con un tiempo de 8:15.16 segundos, por delante del marroquí Ali Ezzine, y de su compatriota el keniano Bernard Barmasai.